# 낸시 시나트라
낸시 산드라 시나트라(영어: Nancy Sandra Sinatra, 1940년 6월 8일~)는 미국의 가수, 배우이다.
고등학교를 졸업한 후, 가수 토미 샌즈(Tommy Sands)와 결혼하고 라디오와 텔레비전의 프로그램들에 출연하다가, 1962년에 아버지가 세운 리프라이즈 레코드에서 데뷔하였다.
1966년 발표한 첫 앨범 《Boots》는 비틀즈, 롤링 스톤스, 밥 딜런 등의 리메이크 곡들이 주가 되었는데, 미국 음반 차트 5위 · 영국 음반 차트 12위를 기록해 상업적으로 성공하였다.
이후 〈How Does That Grab You, Darlin'〉, 〈Sugar Town〉, 〈God Knows I Love You〉 등의 곡을 발표하였는데, 특히 영화 《007: 두번 산다(You Only Live Twice)》의 주제가 〈Somethin' Stupid〉 가 대중에게 일약 인기를 얻었다.